# آنتونی رپ
آنتونی رپ (انگلیسی: Anthony Rapp؛ زادهٔ ۲۶ اکتبر ۱۹۷۱) هنرپیشه و خواننده اهل ایالات متحده آمریکا است.
از فیلم‌هایی که وی در آن نقش داشته است، می‌توان به مات و مبهوت، ذهن زیبا، سفر جاده‌ای، شش درجه جدایی، روابط مدرسه، دنی روآن، گذر از زمستان، ماجراهای نگهداری از کودکان، اجاره و دور از خانه اشاره کرد.

## زندگی
در اکتبر ۲۰۱۷ رپ در مصاحبه‌ای با بازفید اعلام کرد که کوین اسپیسی بازیگر هالیوود در ۱۹۸۶، هنگامی که رپ ۱۴ سال داشته و اسپیسی ۲۶ سال، قصد نزدیکی جنسی به وی را داشته. رپ به مهمانی خانه اسپیسی رفته بود و اسپیسی که مست بوده او را به سمت تخت برده و قصد ارتباط جنسی داشته است. رپ گفته که زمانی هم با یک وکیل ملاقات کرده تا برای پیگیری قانونی این اتفاق با او مشورت کند اما وکیل به او گفته این پرونده ارزش پیگیری ندارد. در پاسخ به ادعای رپ، اسپیسی اعلام کرد که چون ۳۱ سال از ماجرایی که ادعا شده، گذشته آن را به خاطر نمی‌آورد. با این‌همه اضافه کرد «شنیدن داستان رپ او را وحشت‌زده کرده» و به او گفت «به خاطر رفتار ناخوشایند هنگام مستی صمیمانه عذرخواهی می‌کنم.»